# ایرانیان تایلند
مهاجرت ایرانیان به تایلند از اوایل قرن ۱۷ میلادی شروع شد. شهروندان تایلندی با پیشینه یا تبار ایرانی ممکن است در تایلندی با نام‌های زیر نامیده شوند:
1. خائک مانگون ((به تایلندی: แขกมะหง่น, แขกมะหง่อน)
2. خائک یاماهون (به تایلندی: แขกมห่น, แขกมะห่น)
3. خائک چائوسن (به تایلندی: แขกเจ้าเซน)، "مسلمان شیعه"

## تاریخچه

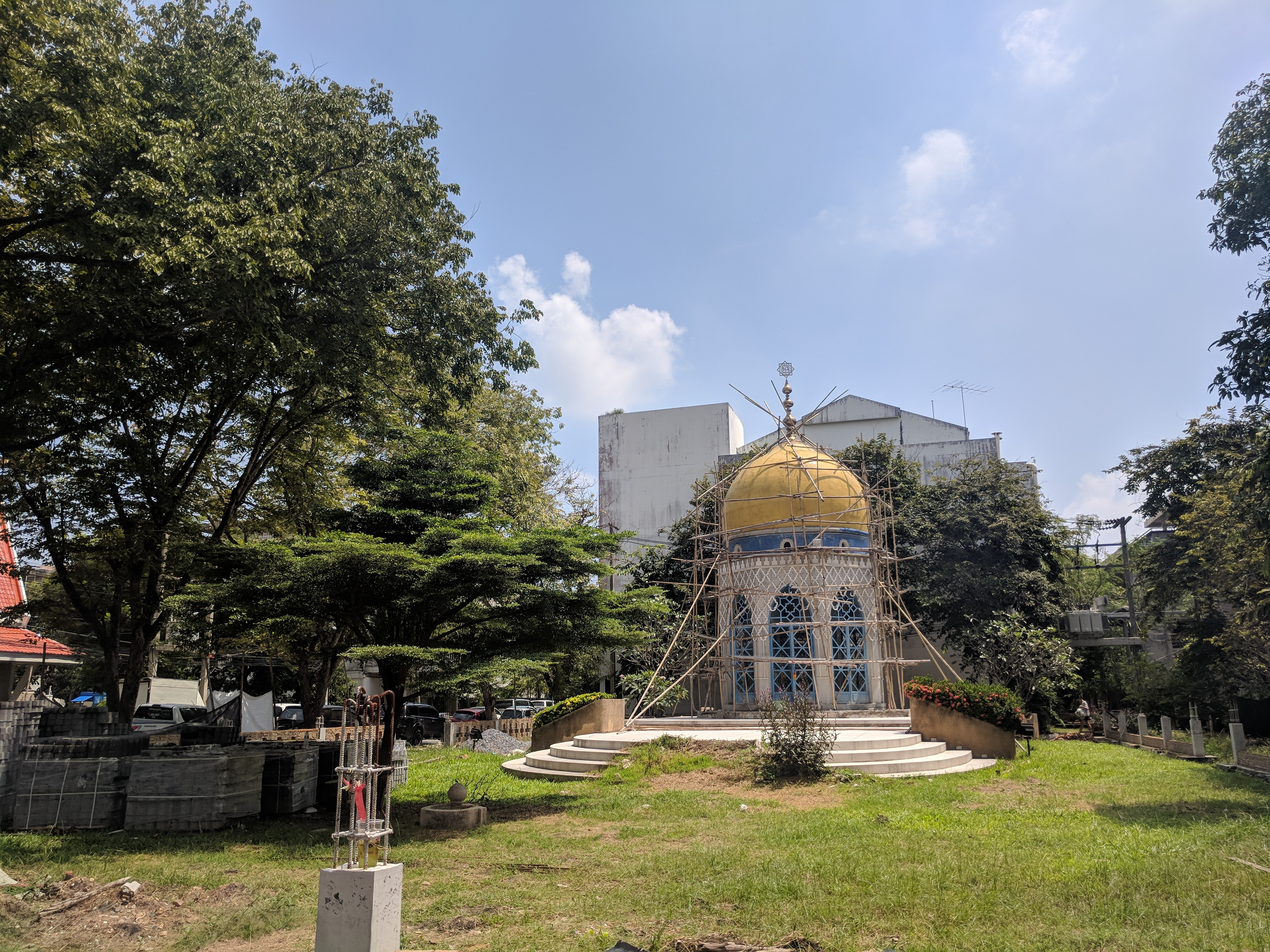
مقبرهٔ شیخ احمد در آیوتایا.

در دوران پادشاهی آیوتایا، جامعه ایرانی در تایلند عمدتاً از بازرگانان تشکیل می‌شد. از آنها در خاطرات تجار هم زمانشان، مانند شرکت هند شرقی هلندی، نام برده شده‌است و همچنین در کشتی سلیمان، از سفیران فرستاده شده به دربار پادشاه نارای نام برده شده‌است. بعضی از نوادگان این ایرانیان در دوره آیوتایا به مذهب بودا تغییر مذهب داده و همچنان به نفوذ در زندگی عمومی تایلند تا امروز ادامه می‌دهند؛ یکی از نمونه‌های برجسته آن خانواده بوناگ است که گفته می‌شود که جد آن‌ها «شیخ احمد» اهل قم (شیخ احمد قمی) بوده و در سال ۱۶۰۲ به آیوتاها رسیده‌است.

## گردشگری امروزی
در سال‌های اخیر، تایلند تبدیل به یک مقصد محبوب برای گردشگران پزشکی، ایرانی شده‌است. با این حال، با توجه به موارد متعدد مت‌آمفتامین، ایرانیانی که به تایلند می‌آیند تحت نظارت سنگین پلیس قرار می‌گیرند.

## برای مطالعهٔ بیشتر
- Muhammad Rabi' ibn Muhammad Ibrahim; John O'Kane, translator (1972), The Ship of Sulaiman, London: Routledge, OCLC 223620960 {{citation}}: |author2= has generic name (help)
- Marcinkowski, M. Ismail (2002), "The Iranian-Siamese Connection: An Iranian Community in the Thai Kingdom of Ayutthaya", Iranian Studies, 35 (1–3): 23–46, doi:10.1080/00210860208702010, JSTOR 4311436
- Nagashima, Hiromu (1996), "Persian Muslim Merchants in Thailand and their Activities in the 17th Century" (PDF), 『長崎県立大学論集』, 30 (3): 387–399 {{citation}}: Italic or bold markup not allowed in: |journal= (help)[پیوند مرده]